# Роман Херцог
Роман Херцог (5. април 1934 — 10. јануар 2017) био је немачки политичар и судија, који је био на функцији председника Немачке од 1994. до 1999. године. Био је члан Хришћанско-демократске уније и први председник Немачке након њеног уједињења. Претходно је био члан Савезног уставног суда и његов председник у периоду од 1987. до 1994. Пре него што је постао судија, радио је као професор права. Године 1997. је добио Награду Карла Великог. Умро је 2017. године у 82. години живота.